# جامعة خاركوف للعلوم الإنسانية
جامعة خاركوف للعلوم الإنسانية مؤسسة تعليم عالي أوكرانية، (بالأوكرانية: Ха́рківський гуманіта́рний університе́т «Наро́дна украї́нська акаде́мія») هي جامعة تقع في خاركيف أوبلاست، أوكرانيا. تأسست هذه الجامعة في سنة 1991